# Церковь святой Марии в Оттери-Сент-Мэри
Церковь святой Марии (англ. St Mary's Church) — англиканская приходская церковь в городе Оттери-Серт-Мэри (Девон), памятник архитектуры Англии I класса.

## Архитектура
Стиль церкви, преимущественно — ранняя английская готика. Церковь называют «Эксетерским собором в миниатюре», потому что она также не имеет башни на средокрестии, а вместо этого парные башни располагаются над трансептами. Певзнер сравнил низкое и длинное здание с усталым лежащим зверем. Длина его составляет 163 фута (50 м), высота башен — 71 фут (22 м). Длина нефа — пять секций, необычно длинные хоры — шесть секций, по сторонам хоров две капеллы. Десять мизерикордий датируются 1350 годом, пять из них несут греб строителя епископа Грандиссона.
Интерьер церкви сильно отреставрирован в XIX веке Уильямом Баттерфилдом. Он понизил уровень пола в трансептах, на средокрестии и в западной части хоров до уровня пола нефа, лучше приспособил коллегиальные хоры к нуждам прихода, убрал все галереи, кроме южного трансепта, на которой располагается орган, закрытые скамьи заменил обыкновенными, вымостил полы вокруг алтаря керамическими плитками с рисунком, содрал штукатурку и вычистил стены
Тем не менее, в церкви можно видеть два средневековых «зелёных человека», могилу Ото де Грандиссона с женой, алтарную преграду, седилию (места для сидения священнослужителей) и деревянную фигуру орла — дар епископа Грандиссона

## История
Церковь освящена в 1260 году епископом Бронескомбом и вместе со своим манором на тот момент относилась к Руанскому собору вследствие нормандского завоевания. Певзнер полагает, что с этого времени сохранились внешние стены алтарной части и трансепты-башни, построенные , несомненно, по образцу Эксетерского собора.

### Коллегия святой Марии
В 1335 году епископ Эксетерский Джон Грандиссон выкупил манор у руанского собора и 22 января 1338 года основал коллегию из 40 членов. Грандиссон сильно изменил и увеличил церковь, построив современный неф, хоры, боковые нефы и капеллу Девы Марии.

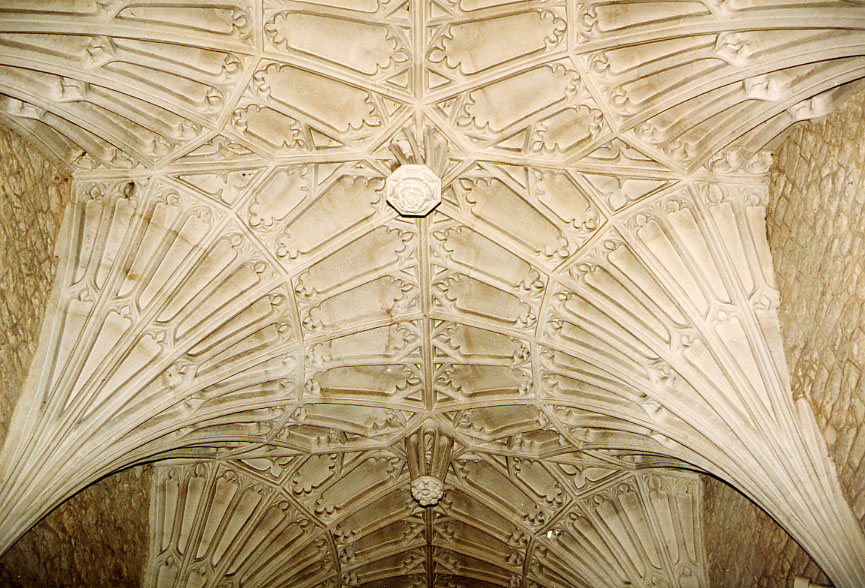
Веерные своды

Около 1520 года здание снова ремонтировали, расширив северный боковой неф (т. н. «Дорсетский неф»), перекрыв его веерными сводами тюдоровской готики с висячими пятами. Это добавление было осуществлено на средства Сесилии Бонвилл, 7-й баронессы Харрингтон, чей первый муж был Томас Грей, 1-й маркиз Дорсет.

### Приходская церковь
Коллегия распущена 24 декабря 1545 года и церковь стала приходской, а другие коллегиальные здания были снесены. Приходские метрические книги восходят к 1601 году и хранятся в Девонском архиве.
21 мая 1849 года церковь закрыли для полной реставрации, и открыли 22 мая 1850 года. Реставрация профинансирована на частные пожертвования, в том числе £1200 от мистера Джастиса Кольриджа.
Новую мебель на хорах изготовили в 1908 году по рисункам Джона Дюка Кольриджа на средства мисс Мэри Дикинсон в память о её отце, преподобном Фредерике, Бинли Дикинсоне.
В средневековой преграде было три ниши для скульптур, которые были заполнены в 1934 году эксетерским скульптором Гербертом Ридом на средства миссис Уинстенли в память о её муже Гарольде Уинстенли.
На южной стене церкви находится небольшая табличка в память о поэте Сэмюэле Кольридже.
При церкви похоронен учёный, дипломат и японист сэр Эрнест Мэйсон Сатоу, ему также установлена памятная табличка.
26 сентября 2015 года в церкви была проведена первая в Церкви Англии церемония рукоположения, осуществлённая женщиной — епископом Кредитонской Сарой Муллали, которая возвела двух диаконов в сан священников.

## Астрономические часы

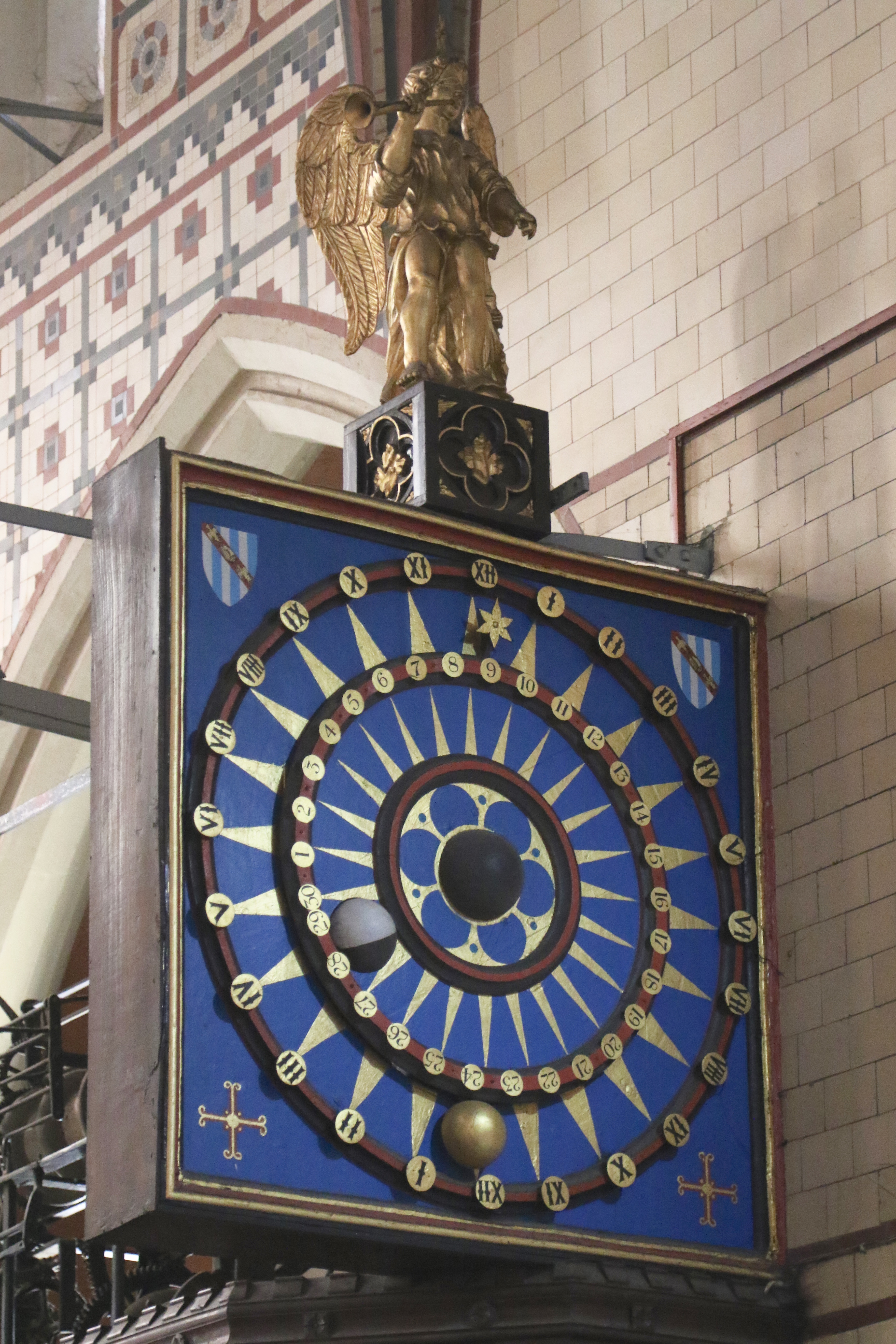
Часы

В южном трансепте под колокольней находятся астрономические часы — один из старейших в стране часовых механизмов. Часы относят к епископу Грандиссону (епископат 1327–69 гг.). Часы созданы на базе Птолемеевой системы мироздания, чёрный шар в центре изображает Землю, золотой шар Солнца обращается по внешнему кругу, показывая время суток, Луна в виде наполовину белого, наполовину чёрного шара движется между Землёй и Солнцем, показывая дни лунного месяца и вдобавок вращается вокруг собственной оси, показывая фазы. Часы в целом подобны астрономическим часам Эксетерского собора и Уимбурнского минстера.
Часы были отремонтированы в 1907 году после 30-летнего простоя членом Королевского астрономического общества и реставратором многих древних часов Джоном Джеймсом Холлом, и 20 мая 1907 года были повторно освящены епископом Эксетерским.

## Орган
Орган упоминается уже в грандиссоновском статуте об основании коллегии в XIV веке. К моменту роспуска коллегии в 1545 году в церкви было три органа — в капелле Девы Марии, новый на хорах и на преграде, но, если они и пережили реформацию, то в 1645 году были совершенно уничтожены в ходе Гражданской войны.
Около 1828 года новый 20-регистровый (от 16-футовых) орган на двух мануалах (Хауптверк и Швеллер) и педали построили Flight and Robson. Он находился на западной галерее, а в 1849 году в ходе реставрации церкви перемещён в южный трансепт. Hele & Co занимались органом в 1878 и 1901 годах. В 1934 году орган ремонтировала неизвестная фирма из Плимута, а в 1969 году — эксетерские мастера Eustace & Alldridge расширили инструмент регистрами Уиллиса и Уильяма Хилла до 27 регистров. В 1990 году орган переделывал Майкл Фарли
В нынешнем органе 37 регистров (от 32-футовых) на двух 56-клавишных мануалах (Хауптверк и Швеллер) и 30-клавишной педали. Орган располагается в двух зеркально-симметричных корпусах по обе стороны хоров.